# Ingvar Raa
Ingvar Raa, född 16 november 1924 i Bergen, död 17 oktober 2013 i Rönnängs församling, Västra Götalands län, var en norsk-svensk väg- och vattenbyggnadsingenjör. 
Raa, som var son till poliskommissarie Olav Raa och Ida Korsvold, avlade studentexamen 1944 och utexaminerades från Kungliga Tekniska högskolan 1950. Han blev byråingenjör vid Väg- och Vattenbyggnadsstyrelsen 1950, ingenjör i Firma Vestergren & Houen i Stockholm 1952, på Huskonsultbyrån AB (HKB) 1954, avdelningschef på HKB i Gävle 1957 och var innehavare av en egen konsulterande ingenjörsfirma från 1962, först i Gävle, senare i Göteborg och Mölndal.